# Girolama Mazzarini
Geronima o Girolama Mazzarini, o Mazzarino (Roma, 5 dicembre 1614 – Parigi, 29 dicembre 1656), era sorella del cardinale Mazzarino, il capo-ministro di Francia all'inizio del regno di re Luigi XIV di Francia. Fu madre delle famose cinque sorelle Mancini, che, con due delle loro cugine Martinozzi, diventarono famose alla corte di Francia come le Mazarinettes.

## Infanzia
Nacque a Roma, figlia del nobile siciliano Pietro Mazzarino e di Ortensia Bufalini, nobildonna umbra, imparentata con il casato romano dei Colonna. Suo padre lottò per provvedere ai suoi sei figli fino al suo ingresso tra il personale di Filippo I Colonna grande Conestabile di Napoli e principe di Paliano. Grazie alla sua abilità, conquistò il Colonna, e beneficiò della protezione del principe su ciascuno dei suoi figli.

## Famiglia e figli
Geronima sposò (6 agosto 1634) il barone romano Michele Lorenzo Mancini (1600 – 1656),. Suo marito era conosciuto come necromante ed astrologo. Dal matrimonio nacquero dieci figli, che godettero dell'affetto e della protezione dello zio cardinale, il quale li introdusse alla corte di Francia
- Laura Mancini (1636 – 1657), sposò il Principe Luigi di Borbone, 5º duca di Vendôme;
- Paolo Giulio (1636 – 1652 o 1654), ucciso durante la Fronda;
- Olimpia Mancini (1639 – 1708), sposò il Principe Eugenio Maurizio, Conte di Soissons, e fu madre del famoso generale austriaco Eugenio di Savoia;
- Maria Mancini (1640 - 1715) sposò il 15 aprile 1661 Lorenzo Colonna e fu il primo amore di Luigi XIV
- Filippo Mancini (1641 – 1707), nominato Duca di Névers da suo zio, il cardinale Mazzarino, con la prerogativa di battere moneta, nel 1660. Fu cavaliere dell'Ordine dello Spirito Santo e il tenente della Prima Compagnia dei Moschettieri del Re; il suo successore nella carica fu il Conte D'Artagnan;
- Margherita (nata nel 1643)
- Alfonso (1644 – 1658)
- Ortensia Mancini (1646 – 1699), fuggì dal violento marito Armando Carlo de la Porte, duca di La Meilleraye e andò a Londra dove divenne per un breve periodo amante del Re Carlo II
- Anna (nata nel 1647)
- Maria Anna Mancini (1649 – 1714), sposò Goffredo Maurizio de La Tour d'Auvergne, Duca di Buglione, nipote del famoso maresciallo di campo Turenne e protettrice di Racine e La Fontaine

## Vedovanza
Dopo la morte del marito nel 1650, Geronima portò i suoi figli da Roma a Parigi nella speranza di utilizzare l'influenza di suo fratello, il Cardinale Mazzarino, per ottenere matrimoni vantaggiosi, un obiettivo che in definitiva conseguì con successo.
Morì a Parigi nel 1656.